# Техничка школа „Никола Тесла” Лепосавић
Техничка школа „Никола Тесла“ Лепосавић је образовно-васпитна установа у Лепосавићу. Школа се налази у улици Немањина 29а.

## Општи подаци о школи
Средња техничка школа у Лепосавићу постоји већ више од пола века и броји 320 ученика. Осим свршених основаца из Лепосавића, ову школу уписују и ђаци из Лешка и Звечана.
Средња школа “Никола Тесла” из Лепосавића располаже са: 11 стандардних учионица, мултимедијалном учионицом за потребе семинарске наставе и фискултурном салом са пратећим справама. Што се тиче кабинетске наставе школа располаже са кабинетима за: информатику, економију, компјутерску графику, математику, физику, хемију, биологију, електротехничку групу предмета и машинску групу предмета.
Донација вриједне опреме адруино пакета за унапређење рада школе на пољу информационих технологија.

## Културни и јавни рад
Дан школе је 16. мај.
Дани стрипа су организовани у школи у периоду од 18. до 22. новембра 2022. године у сарадњи са Покрајинским културним центром. Удружен са изложбом, пројекат "Не трипуј, стрипуј", представља интересантан вид борбе ученика против дроге, других порока и свих негативних појава у друштву.

## Образовни профили
У школи се образују следећи образовни профили и занимања
- Гимназија природно-математичког смера[7]
- Економски техничар[8]
- Машински техничар моторних возила[9]
- Електротехничар рачунара[10]
- Сервисер техничких и расхладних уређаја[11]
- Електромонтер мрежа и постројења[12]